# Список потерь израильской и англо-французской авиации во время Суэцкого кризиса
В данном списке перечислены самолёты ВВС и ВМС Израиля, Великобритании и Франции, потерянные в ходе Суэцкой войны (1956 г.). Приведены только безвозвратные потери (то есть летательные аппараты, которые были полностью уничтожены или списаны из-за невозможности ремонта). Список составлен по данным открытых источников и в целом претендует на полноту, хотя отсутствие подробной информации не позволяет определить статус нескольких предположительных потерь.

## Израиль
- 30 октября 1956 —— L-4 «Каб». Сбит истребителем МиГ-15 ВВС Египта. Информация о судьбе пилота отсутствует.
- 31 октября 1956 —— P-51D «Мустанг» (номер предположительно 2336). Сбит зенитным огнём. Пилот погиб.
- 31 октября 1956 —— P-51D «Мустанг» (номер 2319, 105-я эскадрилья ВВС Израиля). Сбит зенитным огнём. Пилот спасён.
- 31 октября 1956 —— P-51D «Мустанг» (номер 2306). Сбит зенитным огнём. Пилот погиб.
- 31 октября 1956 —— P-51D «Мустанг». Сбит зенитным огнём. Пилот спасён.
- 31 октября 1956 —— P-51D «Мустанг» (номер 2320). Сбит зенитным огнём. Пилот спасён.
- 31 октября 1956 —— AT-6 «Харвард» (140-я эскадрилья ВВС Израиля). Сбит зенитным огнём. Пилот погиб.
- 31 октября 1956 —— AT-6 «Харвард» (140-я эскадрилья ВВС Израиля). Сбит зенитным огнём. Пилот спасён.
- 1 ноября 1956 —— P-51D «Мустанг» (116-я эскадрилья ВВС Израиля). Сбит зенитным огнём. Пилот спасён.
- 1 ноября 1956 —— P-51D «Мустанг» (116-я эскадрилья ВВС Израиля). Сбит зенитным огнём. Пилот спасён.
- 1 ноября 1956 —— P-51D «Мустанг» (номер 4584, 116-я эскадрилья ВВС Израиля). Сбит зенитным огнём. Пилот спасён.
- 2 ноября 1956 —— «Мистэр» IV (номер 4584, 101-я эскадрилья ВВС Израиля). Сбит зенитным огнём в районе Рас-Насрани. Пилот Биньямин Пелед спасён.
- 2 ноября 1956 —— P-51D «Мустанг» (номер 73, 116-я эскадрилья ВВС Израиля). Сбит зенитным огнём в районе Рас-Насрани. Пилот попал в плен.

## Великобритания
- 3 ноября 1956 —— «Веном» FB.Mk.4 (сер. номер WR505, 8-я эскадрилья Королевских ВВС Великобритании). Столкнулся с землёй в районе Эль-Кантара по неизвестной причине[1]. Пилот погиб.
- 3 ноября 1956 —— «Уайверн» S.Mk.4 (сер. номер WN330, 830-я эскадрилья Королевских ВМС Великобритании). Подбит зенитным огнём западнее Порт-Саид; пилот катапультировался над водой и спасён. По одной из версий, самолёт был добит истребителем МиГ-17, пилотировавшимся советским лётчиком.
- 4 ноября[2] 1956 —— «Си Хок» FGA.Mk.6 (сер. номер предположительно XE400, 800-я эскадрилья Королевских ВМС Великобритании). Сбит зенитным огнём. Пилот спасён.
- 5 ноября 1956 —— «Уайверн» S.Mk.4 (сер. номер WN328, 830-я эскадрилья Королевских ВМС Великобритании). Потерян западнее Порт-Саид, предположительно сбит. Пилот спасён.
- 6 ноября 1956 —— «Си Хок» FGA.Mk.6 (сер. номер XE377, 897-я эскадрилья Королевских ВМС Великобритании). Сбит зенитным огнём в районе Порт-Саид. Пилот спасён.

## Франция
- 3 ноября 1956 —— F4U-7 «Корсар» (14-я эскадрилья ВМС Франции). Предположительно сбит зенитным огнём в районе Каира. Пилот погиб.

## Общая статистика
По состоянию на 21 марта 2025 года в списке перечислены следующие потери:
| Израиль             | #                                      |
| P-51D               | 14 (9 + 5 списанных после повреждений) |
| AT-6                | 2                                      |
| Мистэр IV           | 1                                      |
| L-4                 | 1                                      |
| Итого: 18 самолётов |                                        |
| Великобритания      | #                                      |
| Си Хок              | 2                                      |
| Уайверн             | 2                                      |
| Веном               | 1                                      |
| Итого: 5 самолётов  |                                        |
| Франция             | #                                      |
| F4U                 | 1                                      |
| Итого: 1 самолёт    |                                        |

Эти данные, возможно, не являются полными, так как могут не учитывать все самолёты, списанные из за повреждений. Данные могут меняться по мере дополнения списка.